# Sân bay Srinagar
Sân bay quốc tế Sheikh Ul Alam là một sân bay ở Srinagar, Jammu và Kashmir, Ấn Độ (IATA: SXR, ICAO: VISR). Sân bay này có một đường băng dài 3685 m bề mặt nhựa đường.

## Các hãng hàng không và các tuyến điểm
Hiện có các hãng hàng không sau đang hoạt động tại sân bay Srinagar:
- Air Deccan (Delhi, Jammu)
- Indian (Delhi, Jammu, Leh)
- Jet Airways (Delhi, Jammu)
- Kingfisher Airlines (Delhi)
- Jetlite (Delhi)
- GoAir (Delhi, Jammu, Mumbai)
- Spicejet (Delhi, Jammu)